# Montserrat Carulla
Montserrat Carulla i Ventura, née le 19 septembre 1930 à Barcelone et morte le 24 novembre 2020 dans cette même ville, est une actrice espagnole.  
Elle est la mère de l'actrice Vicky Peña.

## Biographie
Montserrat Cordulla naît à Barcelone le 19 septembre 1930.
Elle commence sa carrière de théâtre à la fin des années 1940, en prenant des cours à l'Institut du théâtre à Barcelone.
En 1951, elle intègre la distribution du film Déracinés de José Antonio Nieves Conde, son premier rôle.
À partir de 1960, elle entame une carrière dans le théâtre professionnel, en participant à plusieurs pièces, telles que Soparem a casa, El fiscal Recasens et dans l'adaptation de Romeo i Julieta par Josep Maria de Sagarra. Elle joue pendant deux ans à Madrid, puis revient à Barcelone en 1964. Elle poursuit également ses cours d'histoire de l'art à l'Université de Barcelone en 1970 et réalise des doublages de films étrangers en catalan et castillan. 
Elle continue sa carrière dans plusieurs pièces de théâtre, films et des films comme 2011, Clara Campoamor, la femme oubliée qui relate la vie de la femme politique féministe Clara Campoamor, ou encore le succès au box-office L'Orphelinat (2007). 
La fin de sa carrière est marquée par ses rôles dans des séries populaires de télévision, comme Secrets de família, El cor de la ciutat ou Hospital Central.

## Filmographie
- 1981 : El vicari d'Olot : mère de Maria

## Honneurs et postérité
Elle est récipendiaire notamment de la Creu de Sant Jordi (1995), la Médaille d'Or du mérite artistique (1999) et le Gaudí d'honneur (2013).
En 2009, elle organise les fêtes de la Mercè avec sa fille Vicky Peña et rend hommage au théâtre catalan d'après-guerre. 
Elle meurt à Barcelone le 24 novembre 2020.